# Mario Vavro
Mario Vavro (28 de noviembre de 1997) es un deportista croata que compite en tiro con arco, en la modalidad de arco compuesto.
Ganó una medalla de bronce en los Juegos Europeos de Minsk 2019, una medalla de bronce en el Campeonato Europeo de Tiro con Arco al Aire Libre de 2018 y una medalla de plata en el Campeonato Europeo de Tiro con Arco en Sala de 2024.

## Palmarés internacional
| Juegos Europeos                  | Juegos Europeos     | Juegos Europeos   | Juegos Europeos |
| Año                              | Lugar               | Medalla           | Prueba          |
| -------------------------------- | ------------------- | ----------------- | --------------- |
| 2019                             | Minsk (Bielorrusia) | Medalla de bronce | Individual      |
| Campeonato Europeo al Aire Libre |                     |                   |                 |
| Año                              | Lugar               | Medalla           | Prueba          |
| 2018                             | Legnica (Polonia)   | Medalla de bronce | Equipo          |
| Campeonato Europeo en Sala       |                     |                   |                 |
| Año                              | Lugar               | Medalla           | Prueba          |
| 2024                             | Varaždin (Croacia)  | Medalla de plata  | Equipo          |